# 齋藤吉正
齋藤 吉正（さいとう よしまさ、1971年 - ）は、宝塚歌劇団所属の演出家。

## 来歴・人物
横浜市生まれ。母と姉の影響で、高校2年のとき初めて宝塚歌劇団を見る。
東京農業大学農学部で化学を専攻中に劇団の演劇助手の募集に応募し、卒業後の1994年4月に宝塚歌劇団に入職したという異色派。3回目の試験で合格する。学生時代は舞台に関する経験は一切なかったため、入職と同時に自己の演出家像を生み出して行った。
作品づくりに初めて関わったのは、演出家谷正純の助手として参加した1994年月組公演『エールの残照』で、以後数多くの演出家の助手を経験。
その後、1999年に宙組バウホール公演『TEMPEST』で演出家としてデビューし、2000年月組公演『BLUE・MOON・BLUE』にて宝塚大劇場での作・演出デビューを果たしている。
また、2002年12月には『Subjective Holies』で外部での初の作・演出を経験。
その後も2003年宙組公演『満天星大夜總会』や2009年雪組公演『RIO DE BRAVO!!』などレビューを手がけると共に、2007年〜2008年星組公演『エル・アルコン-鷹-』や2008年〜2009年雪組公演『カラマーゾフの兄弟』などのミュージカルも手がけ、いずれか一方に偏ることなく幅の広いジャンルに挑戦している。

## 宝塚歌劇団での舞台作品

### 作・演出

#### 大劇場ショー・レビュー作品（宝塚大劇場、東京宝塚劇場）
- ショー・イリュージョン『BLUE・MOON・BLUE -月明かりの赤い花-』（2000年 月組 宝塚大劇場、TAKARAZUKA1000days劇場 主演：真琴つばさ）[4]＊大劇場デビュー作
- レビューデラックス『満天星大夜總会―THE STAR DUST PARTY―』（2003年 宙組 主演：和央ようか）
- レビュー・スペシャル『アプローズ・タカラヅカ!―ゴールデン90―』（2004年 花組 主演：春野寿美礼）＊三木章雄、藤井大介との共同演出
- ショー・メッセージ『タカラヅカ・ドリーム・キングダム』（2004年 - 2005年 雪組 主演：轟悠、朝海ひかる）＊三木章雄、藤井大介との共同演出
- ラテン・ロマンティカ『RIO DE BRAVO!!（リオ デ ブラボー）』（2009年 雪組 主演：水夏希）[5]
- ドリームステージ『ROYAL STRAIGHT FLASH!!』（2011年 雪組 主演：音月桂）
- ブリリアント・ステージ『Misty Station -霧の終着駅-』（2012年 月組 主演：霧矢大夢）
- メガステージ『TAKARAZUKA ∞ 夢眩』（2014年 花組 主演：蘭寿とむ）
- バイレ・ロマンティコ『La Esmeralda（ラ エスメラルダ）』（2015年 雪組 主演：早霧せいな）[6]
- タカラヅカ・ワンダーステージ『Killer Rouge』（2018年 星組 主演：紅ゆずる）[7]
- メガファンタジー『JAGUAR BEAT－ジャガービート－』（2022年 - 2023年 星組 主演：礼真琴）
- 『Le Grand Escalier　－ル・グラン・エスカリエ－』（2024年 宙組 主演：芹香斗亜）[8]

#### 大劇場ミュージカル作品
- グラン・ステージ 『エル・アルコン-鷹- 』（2007年 - 2008年 星組 主演：安蘭けい）
- グラン・ステージ『TRAFALGAR（トラファルガー）』（2010年 宙組 主演：大空祐飛）
- グランステージ『JIN－仁－』（2012年 雪組 主演：音月桂）[9]
- グランステージ『桜華に舞え』（2016年 星組 主演：北翔海莉）
- グランステージ『夢現無双 ‐吉川英治原作「宮本武蔵」より‐』（2019年 月組 主演：珠城りょう）
- ミュージカル『I AM FROM AUSTRIA－故郷（ふるさと）は甘き調（しら）べ－』（2019年 月組 主演：珠城りょう）＊潤色、演出
- ミュージカル『CITY HUNTER』－盗まれたXYZ－（2021年 雪組 主演：彩風咲奈）
- ミュージカル『フリューゲル －君がくれた翼－』（2023年 月組 主演：月城かなと）[10]
- ミュージカル『ROBIN THE HERO』（2025年 雪組 主演：朝美絢）[11]

#### その他の劇場作品
- バウ・ポエジー『TEMPEST - 吹き抜ける九龍 -』（1999年 宙組 宝塚バウホール 主演：湖月わたる）＊演出家デビュー作
- バウ・ライブエンターテイメント『花吹雪 恋吹雪』（2000年 星組 宝塚バウホール、日本青年館 主演：安蘭けい）
- バウ・ライブアパシオナード『血と砂』（2001年 月組 宝塚バウホール、日本青年館 主演：汐美真帆、大空祐飛）
- バウ・アクトレビュー『ヴィンターガルテン - 春を待ち侘ぶ冬の庭園 -』（2002年 星組 宝塚バウホール、日本青年館 主演：朝澄けい、真飛聖）
- バウ・グランデ『巌流 - 散りゆきし花の舞 -』（2003年 星組 宝塚バウホール、日本青年館 主演：安蘭けい）
- バウ・ロマンス『愛しき人よ - イトシキヒトヨ -』（2004年 月組 宝塚バウホール、日本青年館 主演：霧矢大夢）
- バウ・ワークショップ『Young Bloods!! - 青春花模様 -』（2006年 花組 宝塚バウホール 主演：桐生園加）
- バウ・ワークショップ『Young Bloods!! - 魔夏の吹雪 -』（2006年 雪組 宝塚バウホール 主演：凰稀かなめ）
- la comédie musicale『A／L（アール）- 怪盗ルパンの青春 -』（2007年 宙組 梅田芸術劇場シアタードラマシティ、日本青年館、中日劇場 主演：大和悠河）
- ミュージカル『カラマーゾフの兄弟』（2008年 - 2009年 雪組 梅田芸術劇場シアター・ドラマシティ、赤坂ACTシアター 主演：水夏希）
- ミュージカル『STUDIO 54（スタジオ フィフティフォー）』（2010年 - 2011年 月組 梅田芸術劇場シアター・ドラマシティ、日本青年館 主演：霧矢大夢）
- Oh! Edo Night Show『風の次郎吉 - 大江戸夜飛翔 -』（2015年 花組 梅田芸術劇場シアター・ドラマシティ、日本青年館 主演：北翔海莉）
- ミュージカル『TOP HAT』（2015年 宙組 梅田芸術劇場メインホール、赤坂ACTシアター 主演：朝夏まなと）
- アクションステージ『MY HERO』（2017年 花組 赤坂ACTシアター、梅田芸術劇場シアター・ドラマシティ 主演：芹香斗亜）
- ミュージカル『神家の七人』（2017年 専科 宝塚バウホール 主演：轟悠）
- キューティーステージ『愛聖女（サントダムール）－Sainte♡d’Amour－』（2018年 月組 宝塚バウホール 主演：愛希れいか）
- グランステージ 『エル・アルコン-鷹- 』（2020年 星組 梅田芸術劇場メインホール 主演：礼真琴）
- ミュージカル『TOP HAT』（2022年 花組 梅田芸術劇場メインホール 主演：柚香光）
- 横濱RHAPSODY『MY BLUE HEAVEN －わたしのあおぞら－』（2024年 宙組 宝塚バウホール 主演：風色日向）[12]

#### コンサート
- 紫吹淳コンサート『Lica-Rika/L.R.[el-a:r]』（2003年 月組 シアタードラマシティ、東京芸術劇場）
- 和央ようかライヴショー『W-ing』（2005年 宙組 梅田芸術劇場シアター・ドラマシティ）
- 北翔海莉 Dramatic Revue『LOVE & DREAM - I. Sings Disney／II. Sings TAKARAZUKA -』（2016年 星組 東京国際フォーラムホールC、梅田芸術劇場メインホール）
- 朝夏まなとアメイジングステージ『A Motion』（2017年 宙組 梅田芸術劇場メインホール、文京シビックホール）
- RIO ASUMI SUPER TIME@045『恋スルARENA』(2019年 花組 横浜アリーナ 主演：明日海りお）
- 望海風斗 MEGA LIVE TOUR『NOW! ZOOM ME!!』(2020年 雪組 宝塚大劇場、東京宝塚劇場）

### ディナーショーの構成・演出
- 大空祐飛ディナーショー『Selfish...』（2001年 新阪急ホテル、第一ホテル東京）
- 安蘭けいディナーショー 『麗瞳翔 -Late Show-』（2003年 宝塚ホテル、第一ホテル東京）
- 音月桂ディナーショー『The K-ing．DOM －進化するK－』（2009年 宝塚ホテル、東京會舘）
- 霧矢大夢ディナーショー『Grand Dreamer』（2012年 宝塚ホテル、第一ホテル東京）
- 明日海りおディナーショー『Z－LIVE』（2012年 第一ホテル東京、宝塚ホテル）
- 『宝塚巴里祭2013 -La Chanson de Paris 99 -』（2013年 専科・花組 宝塚ホテル、パレスホテル東京 出演：轟悠 他）
- 悠未ひろディナーショー『Heroe』（2013年 宝塚ホテル）
- 星条海斗ディナーショー『Flügel』（2015年 第一ホテル東京、宝塚ホテル）
- 美園さくらミュージック・サロン『FROM SAKURA』（2021年 第一ホテル東京、宝塚ホテル）

### イベントの構成・演出
- TCAスペシャル2003『ディア・グランド・シアター』（2003年 宝塚大劇場）＊演出のみ、共同演出
- 『タカラヅカスペシャル2017 ジュテーム・レビュー －モン・パリ誕生90周年－』（2017年 梅田芸術劇場メインホール）＊共同演出

### 新人公演担当
- 1996年 雪組『虹のナターシャ』
- 1997年 雪組『仮面のロマネスク』
- 1997年 花組『ザッツ・レビュー』
- 1998年 雪組『浅茅が宿』[13]
- 2001年 雪組『猛き黄金の国』[14]
- 2003年 星組『王家に捧ぐ歌』[15]
- 2004年 星組『花舞う長安』[16]
- 2008年 月組『ME AND MY GIRL』[17]
- 2010年 宙組『TRAFALGAR』[18]
- 2012年 雪組『JIN－仁－』[19]
- 2016年 星組『桜華に舞え』
- 2019年 月組『夢現無双』

### 演出助手
- 1994年 月組『エールの残照』（演出：谷正純）、星組『カサノヴァ・夢のかたみ』（小池修一郎）、花組『ハイパー・ステージ!』（石田昌也）、雪組『サジタリウス』（中村暁）
- 1995年 花組『メガ・ヴィジョン』（三木章雄）、星組『国境のない地図』（植田紳爾）、月組『結末のかなた』（木村信司、バウホール）、月組『ME AND MY GIRL』（小原弘稔・三木章雄）、星組『剣と虹と恋と』（太田哲則）、雪組『あかねさす紫の花』（柴田侑宏）
- 1996年 雪組『エリザベート』（小池修一郎）、月組『マンハッタン不夜城』（草野旦）、雪組『アリスの招待状』（太田哲則、バウホール）、雪組『虹のナターシャ』（植田紳爾・谷正純）、月組『プレスティージュ』（中村一徳）、星組『エリザベート』（小池修一郎）
- 1997年 雪組『仮面のロマネスク』（柴田侑宏）、花組『ザッツ・レビュー』（植田紳爾・石田昌也）、雪組『レ・シェルバン』（中村一徳）、星組『ダル・レークの恋』（酒井澄夫）
- 1998年 星組『ヘミングウェイ・レビュー』（草野旦）、雪組『浅茅が宿』（酒井澄夫）
- 1999年 雪組『再会』（石田昌也）、宙組『激情』（謝珠栄）
- 2000年 花組『ザ・ビューティーズ!』（中村一徳）
- 2001年 星組『夢は世界をかけめぐる』（草野旦）、雪組『猛き黄金の国』（石田昌也）
- 2002年 花組『Cocktail』（藤井大介）、星組『LUCKY STAR!』（中村一徳）、星組『バビロン』（荻田浩一）
- 2003年 雪組『joiful!!』（藤井大介）、星組『王家に捧ぐ歌』（木村信司）
- 2004年 月組『ジャワの踊り子』（植田紳爾、全国ツアー）、星組『花舞う長安』（酒井澄夫）、花組『TAKARAZUKA舞夢!』（藤井大介）
- 2005年 星組『王家に捧ぐ歌』（木村信司、中日劇場）、花組『エンター・ザ・レビュー』（酒井澄夫）、月組『Ernest in Love』（木村信司、梅田芸術劇場）、星組『ソウル・オブ・シバ!!』（藤井大介）

## 宝塚歌劇団以外での舞台作品
- 『Subjective Holies』（2002年12月25日〜12月27日、ウッディシアター中目黒）＊原作・演出
- DANCE OPERA ガールズファンタジー『SHINSEKAI―新世界―』（2005年3月25日〜3月27日、新大阪KOKOPLAZA）＊作・演出
- 『届かなかった手紙』-ADDRESS UNKNOWN-（2009年1月12日〜1月14日、ベニサン・ピット）＊演出
- 福島復興チャリティーコンサート『悠未ひろ HEROES -for east friends-』（2014年7月4日・5日、日経ホール）＊構成・演出
- 『YUMI KATSURA × JIKEI GRAND COLLECTION IN OSAKA』（2017年7月25日、ザ・シンフォニーホール）＊演出
- 瀬戸かずや Christmas Dinner Show （2021年12月23日・24日、ホテル阪急インターナショナル）＊演出[20]